# مجد شويكة
مجد محمد شويكة (8 مارس 1966 -) سياسية وسيدة أعمال أردنية، شعلت منصب وزير تطوير الأداء المؤسسي ووزير للسياحة والآثار. وشغلت منصب وزير الاتصالات وتكنولوجيا المعلومات منذ آذار 2015 وحتى يونيو 2018، كما شغلت سابقًا منصب الرئيس التنفيذي لشركة أورنج للاتصالات وشركة VTEL.

## الحياة والتعليم
اسمها الكامل مجد محمد «عبد الكريم» شويكة، وُلدت في 8 مارس 1966، وهي متزوجة من السيد وضاح برقاوي. حاصلة على بكالوريوس في العلوم المالية والمصرفية من جامعة اليرموك، وشهادة المحاسبة الإدارية المعتمدة من الولايات المتحدة الأمريكية، وشهادة الإدارة العليا العالمية من جامعتي شيكاغو في الولايات المتحدة الأمريكية وجامعة أي إي في إسبانيا.

## المناصب
منذ عام 2000 حتى كانون الثاني (يناير) 2006، شغلت مجد منصب المدير المالي في شركة أورنج الأردن، ثم أصبحت الرئيس التنفيذي لشركة الاتصالات الأردنية، حيث استمرت فيها حتى أيار (مايو) 2010. وفي تموز (يوليو) 2010، أصبحت الرئيس التنفيذي لشركة فتيل القابضة، وفي حزيران (يونيو) 2011، أصبحت الرئيس التنفيذي لمجموعة فتيل الشرق الأوسط وأفريقيا المحدودة.
استدعيت للمشاركة في حكومة عبد الله النسور حيث تسلّمت وزراة الاتصالات وتكنولوجيا المعلومات. في 2 آذار (مارس) 2015، عيّنت مجد وزيراً لتكنولوجيا المعلومات والاتصالات في حكومة عبد الله النسور الثانية. أما في حكومة هاني الملقي التي أدت القسم في الأول من حزيران 2016، احتفظت مجد شويكة بحقيبة الاتصالات إضافة إلى حقيبة وزارة تطوير القطاع العام. كما استمرت في الوزراة عقب التعديل الوزراي الذي أجري في 28 أيلول (سبتمبر) 2016.
عام 2016، أعلنت مجلة فوربس الشرق الأوسط مجد شويكة كتاسع أكثر سيدة عربية تأثيراً في القطاع الحكومي
في 22 يونيو 2019 حصل تَعديل وزاري على حكومة عمر الرزاز، وشمل التعديل مجد لتُصبح وزيرًا للسياحة والآثار.